# Dyffryn Nantlle

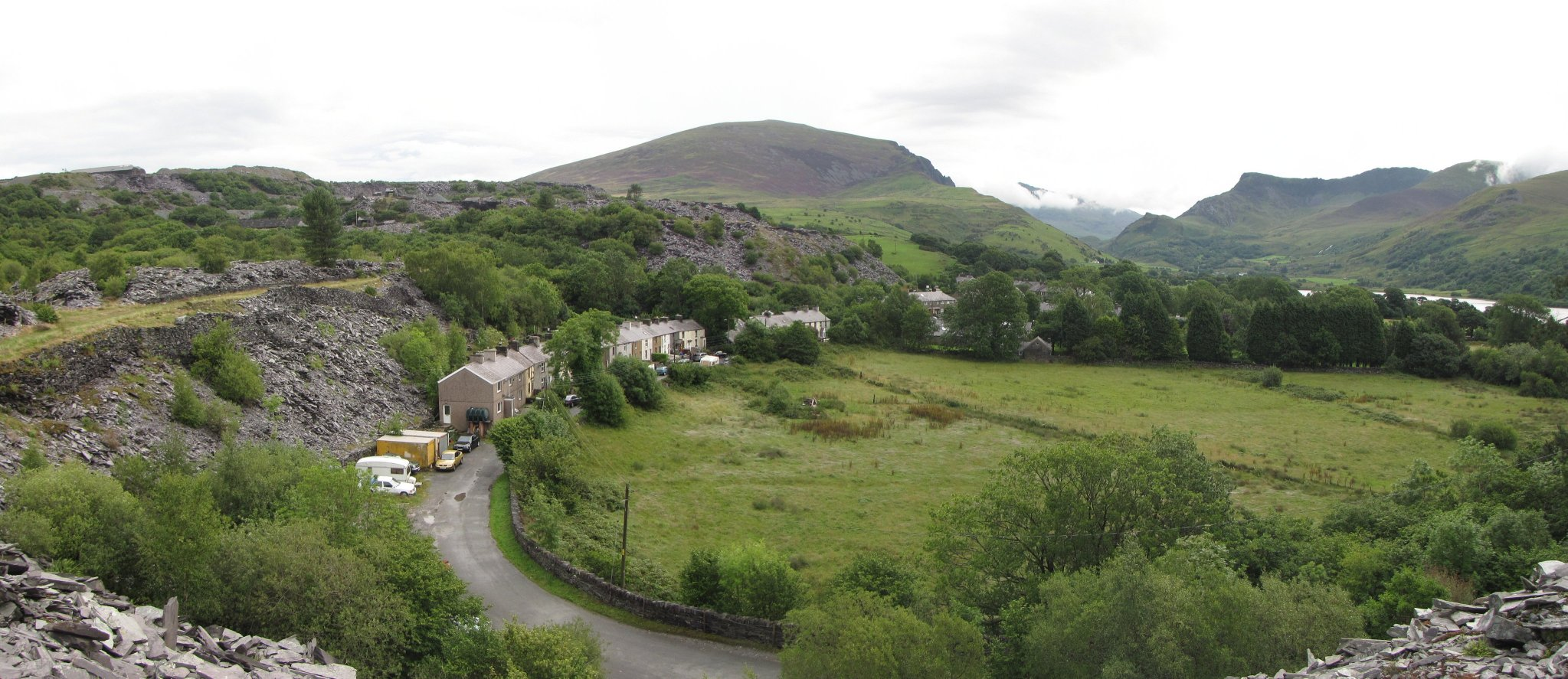
Der Ort Nantlle

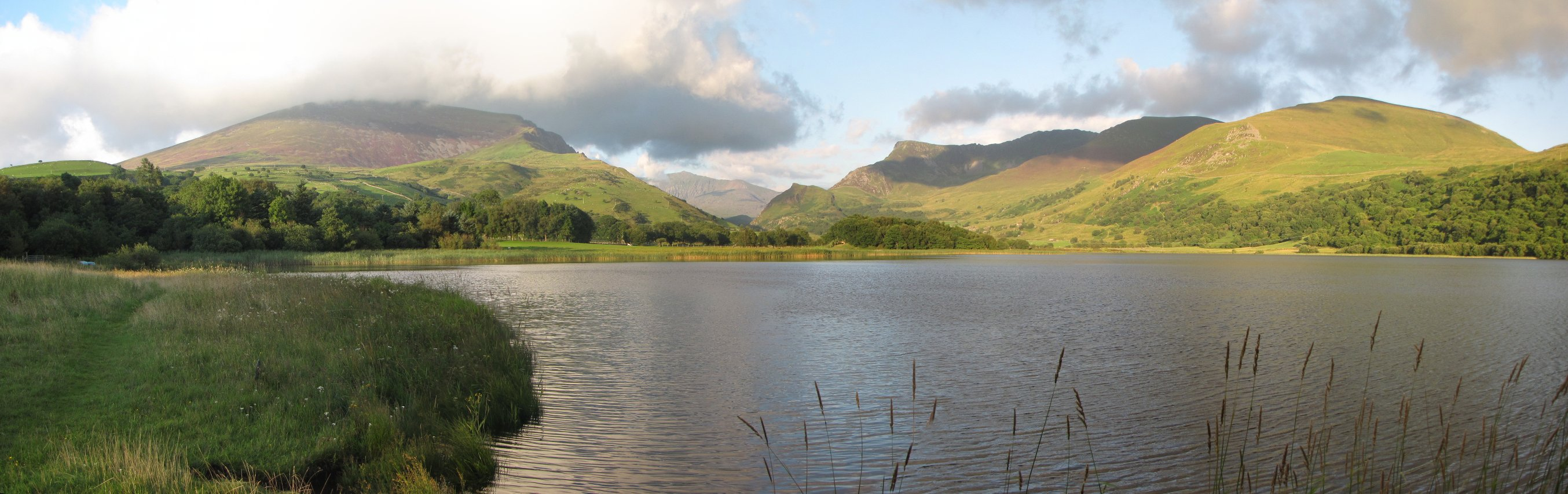
Llyn Nantlle Uchaf

Das Dyffryn Nantlle (englisch: Nantlle Valley) ist ein Tal im ehemaligen District Arfon in Gwynedd, Nord-Wales. Rund 80 % der Bevölkerung sprechen als Muttersprache walisisch. Das Tal trägt seinen Namen von der kleinen Ortschaft Nantlle am Nordufer des Llyn Nantlle Uchafs (Oberer Nantlle-See).

## Allgemeines
Im Dyffryn Nantlle befindet sich eine große Anzahl kleiner Ortschaften, die als Folge des Schieferabbaus im späten 18. und frühen 19. Jahrhunderts entstanden sind. Es gab eine Reihe von Steinbrüchen im Tal, deren Produkte heute speziell zur Gartendekoration verkauft werden. Von 1865 bis 1963 verband die Nantlle Railway, eine Pferdeeisenbahn, die Steinbrüche mit den Abnehmern. Die Bahn wurde später streckenweise für den Tourismus reaktiviert. Der Llyn Nantlle Isaf (Unterer Nantlle-See) wurde wegen des Schieferabbaus abgelassen und aufgeschüttet.

## Sport

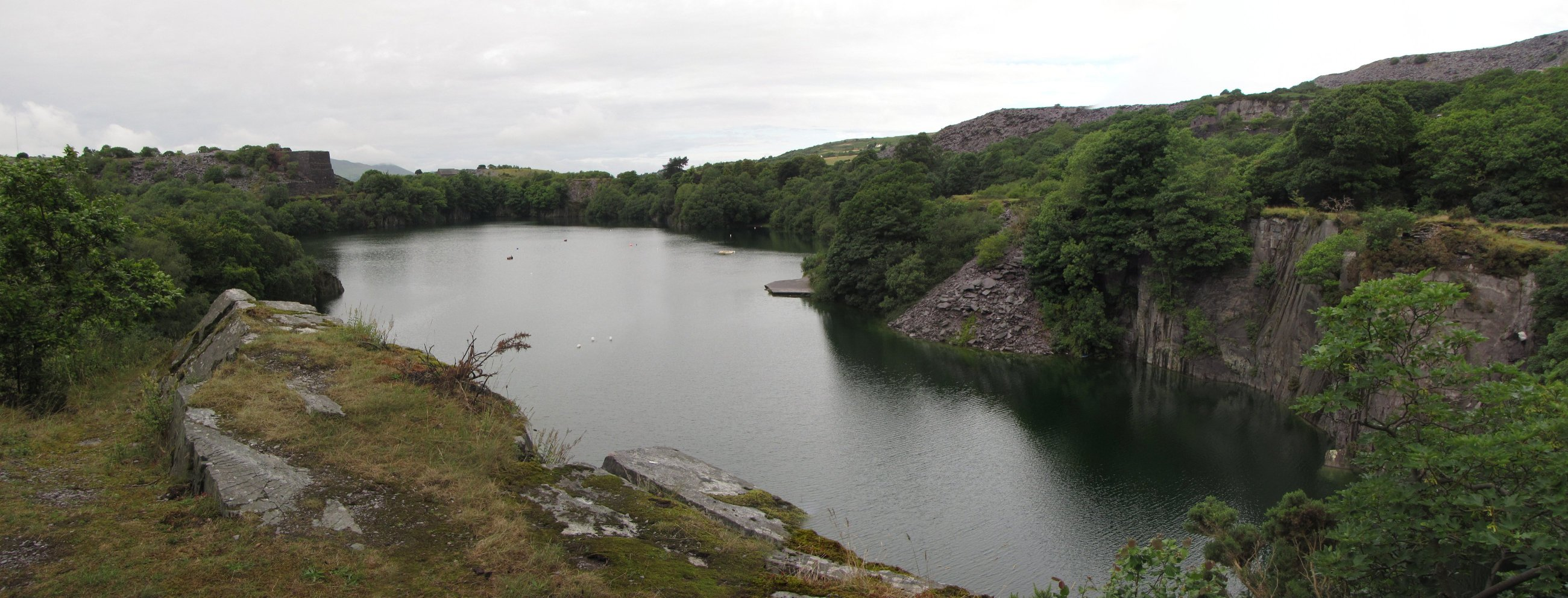
Dorothea Quarry

Der 1970 geflutete Dorothea Quarry (Steinbruch) ist ein inoffizielles Tauchsport-Highlight geworden, obwohl es keine Infrastruktur gibt und das Tauchen dort auch verboten ist. Der Reiz für die Taucher ist die Tiefe (über 100 m) und die große Zahl der gefluteten Stollen. In diesem gefährlichen Unterweltlabyrinth haben allein von 1994 bis 2004 21 Taucher ihr Leben verloren.
Die Nantlle Ridge, ein kleiner Gebirgszug in Snowdonia, hat seinen Anfang im Dyffryn Nantlle. Diese Berge sind ein beliebtes, bergsteigerisch nicht sehr schwieriges Wandergebiet.

## Mythologie
Im Vierten Zweig des Mabinogi, (Math fab Mathonwy = „Math, der Sohn Mathonwys“) wird Llew Llaw Gyffes von Goronwy verwundet, da dieser ihn wegen Blodeuwedd töten will. Er flieht in der Gestalt eines Adlers in das Dyffryn Nantlle, wo er von Gwydyon gefunden und geheilt wird.